# Ferran Carbó Aguilar
Ferran Carbó Aguilar (Vila-real, 1960) és un filòleg valencià especialitzat en l'estudi de la literatura.
Es va llicenciar en Filologia Catalana i en Filologia Hispànica-Literatura a la Universitat de València l'any 1982. Es va doctorar en Filologia Catalana el 1989 amb la tesi La poesia de Joan Vinyoli. Actualment és catedràtic de l'àrea de Filologia Catalana a la Universitat de València. Pel que fa a la gestió universitària, ha estat degà de la Facultat de Filologia, director de l'Institut Interuniversitari de Filologia Valenciana (IIFV) i coordinador de la Càtedra Joan Fuster de la Universitat de València.
Respecte a la investigació i la recerca, s'ha dedicat a l'estudi de la literatura contemporània escrita en llengua catalana, sobretot en els gèneres literaris de poesia i teatre. És un especialista en l'obra literària d'escriptors com Joan Vinyoli, Miquel Martí i Pol, Joan Valls Jordà i Vicent Andrés Estellés. És autor de més d'una dotzena de llibres monogràfics, de diverses edicions i antologies, i d'un centenar d'articles especialitzats. Ha rebut, per algunes de les seues publicacions, el Premi Josep Carner de l'Institut d'Estudis Catalans (1990) i el Premi Crítica Serra d'Or d'estudi literari (1992). Ha format part del consell de redacció de les revistes d'investigació Caplletra. Revista Internacional de Filologia i Quaderns de Filologia. Estudis literaris. És membre de l'IIFV i de l'AILLC.

## Llibres[5]
- Joan Vinyoli: escriptura poètica i construcció imaginària (Barcelona/ València, PAM/ IIFV, 1990)
- La poesia de Joan Valls (València, Tres i Quatre, 1991)
- Introducció a la poesia de Joan Vinyoli (Barcelona, PAM, 1991)
- La freda veritat de les estrelles (Lectures de Joan Vinyoli) (Barcelona, PAM, 1995)
- El teatre a València entre 1963 i 1970 (València, Universitat de València, 2000)
- La poesia catalana del segle XX (Alzira, Bromera, 2007)
- Com un vers mai no escrit. La poesia de Vicent Andrés Estellés en els anys cinquanta (Barcelona/ València, PAM/ IIFV, 2009).
- Paraules invictes. Cinc estudis de poesia catalana del segle XX (València, PUV, 2016)
- Els versos dels calaixos. Sobre "Llibre de meravelles", de Vicent Andrés Estellés (València, PUV, 2018)

## Llibres en coautoria[5]
- amb Vicent Simbor,

La recuperació literària en la postguerra valenciana (1939-1972) (Barcelona/ València, PAM/ IIFV, 1993)
Literatura actual al País Valencià (1973-1992) (Barcelona/ València, PAM/ IIFV, 1993)
Literatura catalana del siglo XX (Madrid, Síntesis, 2005)
- amb Santi Cortés, El teatre en la postguerra valenciana (1939-1962) (València, Tres i Quatre, 1997)
- amb C. Gregori, G. Lluch, R. Rosselló i V. Simbor, El bricolatge literari. De la paròdia al pastitx en la literatura catalana contemporània (Barcelona, PAM, 2008)
- amb C. Gregori, G. López-Pampló, R. Rosselló i V. Simbor, La literatura davant el mirall. Ironia i metaliteratura en l'època contemporània (Barcelona, PAM, 2011).
- amb Jordi Oviedo, Primera lliçó sobre Vicent Andrés Estellés (Barcelona, PAM- Càtedra Màrius Torres UdL, 2024)

## Algunes edicions i coordinacions
Com a editor ha coordinat, entre d'altres, llibres monogràfics com:
- Joan Fuster, viciós de la lectura (València, PUV, 2005)
- L'obra literària de Manel Garcia Grau (Castelló de la Plana, Ajuntament de Castelló, 2007).[6]
- amb E. Balaguer i L. Meseguer, Vicent Andrés Estellés (Alacant, Institut Interuniversitari de Filologia Valenciana, 2004)[7]
- amb Ramon X. Rosselló i Josep L. Sirera, Escalante i el teatre del segle XIX (Barcelona/ València, PAM/ IIFV, 1997)[8]
- amb Francesc Pérez i Moragon, Sobre "Nosaltres, els valencians" (València, PUV, 2012)
- amb Carme Gregori i Ramon X. Rosselló, La ironia en les literatures occidentals des de l'inici de segle fins a 1939 (Barcelona, PAM, 2016)
- amb Ramon X. Rosselló i Josep Massot i Muntaner, La mirada retornada. Estudis de literatura catalana contemporània en homenatge a Vicent Simbor,(Barcelona, PAM, 2021)
- amb Antoni Furió i Tobies Grimaltos, Una posteritat de paper. Simposi Internacional Joan Fuster (València, PUV, 2022)
- amb J. Ángel Cano, Paraules per a tothom. Estudis sobre Vicent Andrés Estellés (València, PUV, 2024)

També ha preparat antologies i edicions de textos literaris com: 
- Vers i prosa, de Joan Vinyoli (València, Tres i Quatre, 1990)
- Obra poètica, de Joan Valls (València, CVC, 1995),
- Quinze poetes valencians del segle XX (València, Brosquil, 2005)
- Obra completa, I, de Vicent Andrés Estellés (València, Edicions 3i4, 2014)
- Obra completa, II, de Vicent Andrés Estellés (València, Edicions 3i4, 2015)
- Primera soledad, de Vicent Andrés Estellés (València, Alfons el Magnànim, 2019, 2a ed.; 2024, 3a ed.)

Ha estat, amb Brigida Alapont i Francesc Pérez Moragón, comissari de l'exposició Joan Fuster. Nosaltres, els valencians: 1962-2012 (Universitat de València, 2012).